# Établissement correctionnel de Clinton
Clinton Correctional Facility
L'établissement correctionnel de Clinton, ou prison du Comté de Clinton (en anglais : Clinton Correctional Facility) est une prison américaine située dans la localité de Dannemora, dans le comté de Clinton et dans l’État de New York, ce qui lui vaut d’être nommée également prison de Dannemora. L'établissement est géré par le département de l'administration pénitentiaire et de la surveillance communautaire de l'État de New York (en).
C’est la plus grande prison de niveau de sécurité maximum dans l’État et la troisième plus ancienne (construite en 1845, après l'établissement correctionnel d'Auburn en 1816 et la prison de Sing Sing en 1825).

## Prisonniers notables
- 2Pac (Tupac Shakur) - le chanteur de rap y purgea 8 mois en 1995 pour agression sexuelle avant d’être libéré en appel.
- Charles « Lucky » Luciano - l’une des plus importantes figures de la criminalité italo-américaine, qui séjourna 10 ans dans cette prison avant d’être expulsé vers l’Italie après la Seconde Guerre mondiale[2],[3].
- Richard Matt
- Shyne
- Bobby Shmurda - rappeur New Yorkais, de 2017 à 2021.
- Carl Panzram - tueur en série, incarcéré à Dannemora de 1923 à 1928.

## La prison dans l'art et la culture
La série télévisée Escape at Dannemora (2018) revient sur une véritable évasion, survenue en 2015.
La prison héberge le caporal Brett Kincaid dans le roman Carthage (2014) de Joyce Carol Oates.